# Getijdenboek van Sint-Omaars

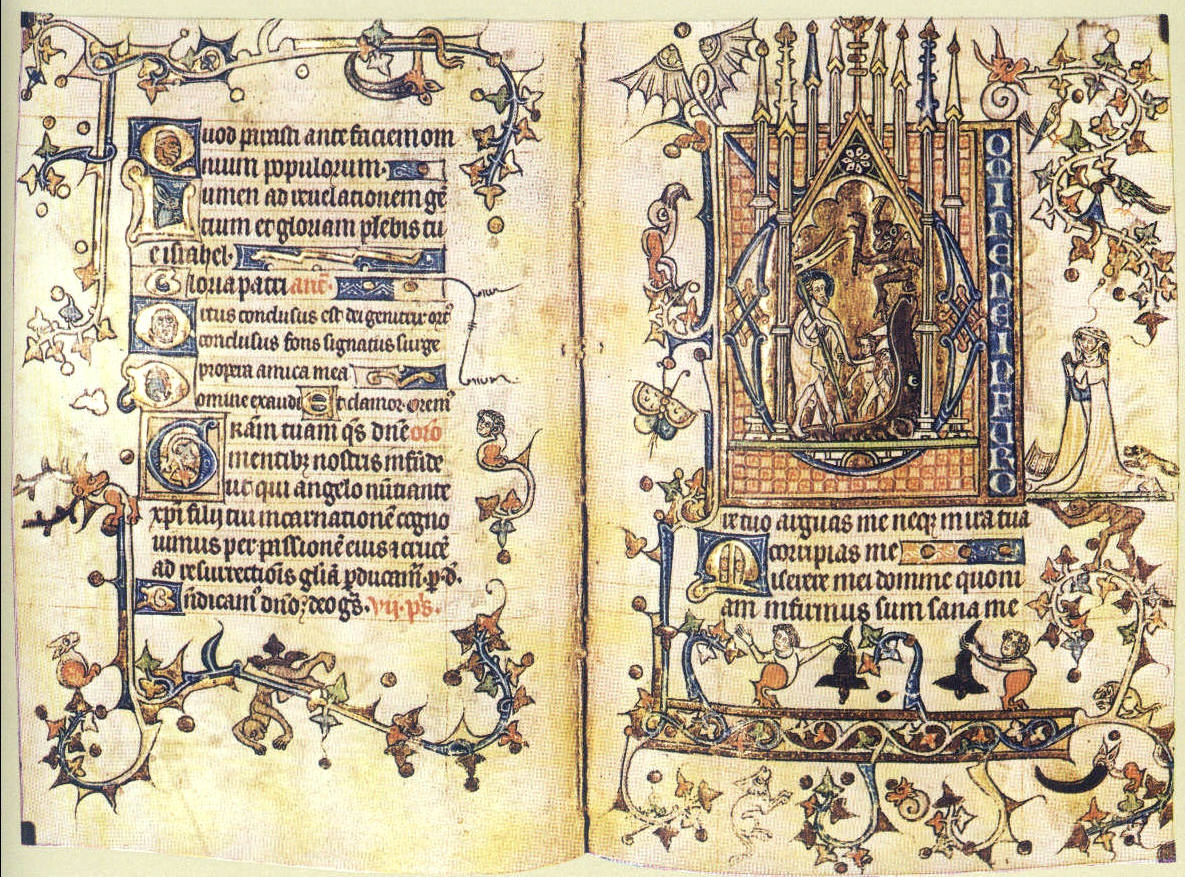
ff. 59v-60r - Nederdaling ter helle

Het Getijdenboek van Sint-Omaars is een getijdenboek voor het gebruik van Sint-Omaars gedateerd tussen 1318 en 1325. Het is bewaard in twee fragmenten, één in de British Library (Add. 36684) en het tweede in de Morgan Library & Museum in New York ( M.754).

## Geschiedenis
Het manuscript werd gemaakt in Sint-Omaars of het naburige Thérouanne tussen 1318 en 1325 en is opmerkelijk door zijn ongebruikelijke margedecoratie. De vroegste datering is afgeleid van een gebed op folio 78, waaraan een aflaat was verbonden, toegeschreven aan paus Johannes XXII en in de tekst gedateerd op 1318. Het manuscript werd waarschijnlijk gemaakt voor een vrouw uit Sint-Omaars die Marguerite genoemd werd. Er werd uit afgeleid dat dit Marguerite de Beaujeu was en het getijdenboek werd dan ook in 1926 gepubliceerd door mevr. Théophile Belin als het “Getijdenboek van Marguerite de Beaujeu”, maar die toewijzing wordt nu verworpen.

## Beschrijving
Het Londense deel van het getijdenboek bevat 155 perkamenten folia’s en een perkamenten en twee papieren schutbladen vooraan, achteraan zijn er drie papieren schutbladen. Het meet 155 bij 105 mm met een tekstblok van 90 bij 55mm. Het is geschreven in een gotisch schrift in één kolom met 17 lijnen per blad en het bevat naast de getijdengebeden in het Latijn enkele gebeden in het Frans. In de negentiende eeuw was het boek in het bezit van John Ruskin die overleed in 1900. Het werd aangekocht door het British Museum bij Fenhame & Co. In Londen op 17 juni 1902.
Het New Yorkse gedeelte meet 156 bij 110 mm en bevat 137 folia waarvan de laatste vijf werden toegevoegd in de 16e eeuw. Volgens The Morgan zou het gemaakt zijn tussen 1320 en 1329, een klein verschil met de schatting van de British Library. Schrift, tekstblok en bladindeling zijn uiteraard gelijk aan die van deel 1. Dit deel was in het bezit van mevr. Théophile Belin in 1926. Het werd aangekocht van James Drake door J.P. Morgan, in New York in 1929.

## Inhoud
Eerste deel:
- f. 1v-13v: Heiligenkalender[3]
- f. 14-59v: Kleine Officie van Onze Lieve Vrouw (onvolledig)
- f. 60-75v: Boetepsalmen en litanie van alle Heiligen
- f. 75v-82v: Hymnen en gebeden met sommige rubrieken in het Frans
- f. 83-124v: Dodenofficie
- f. 125-155: Gebeden en Psalmen

Tweede deel:
- f.1-114: einde van het getijdenboek;
- f.114-132v. : leven van de heilige Margaretha in het Frans
- f.133-137: 5 folia toegevoegd in de 16e eeuw

## Verluchting
Op elke bladzijde (uitgezonderd op ff. 79-81) vindt men gedeeltelijk of volledig met takkenwerk en klimop gedecoreerde marges met daarin hybride creaturen, en afbeeldingen van dieren en mensen. Verder zijn er talrijke zoömorfe en bewoonde initialen naast de gouden initialen op gekleurde achtergrond. De tekst bevat ook talrijke lijnvullers in het goud, blauw en roze en penwerkversiering in het wit.
Het eerste deel bevat 24 bas de page kalenderminiaturen. Verder zijn er 10 gehistorieerde initialen met een gouden rand, geschilderd op blauwe en roze achtergronden  (ff. 39r, 43v, 46v, 49r, 56r, 60r, 77v, 78v, 83r, 125r). Op f 155r vindt men een goudomrande miniatuur. 
Het tweede deel bevat naast de margeversiering op elke bladzijde, 3 miniaturen en 26 gehistorieerde initialen.
De eerste eigenares van het boek wordt, in beide delen samen, drieëndertig keer afgebeeld in de marges. Ook haar echtgenoot werd afgebeeld op de folia 17v, 59v en 71v van deel 2.
In de marges van de gehistorieerde initialen zijn talrijke naakte figuren getekend, dikwijls in obscene acties. Volgens de literatuur hieromtrent  is dit geen alleenstaand geval en wilde men hiermee de lezer als mens bij de tekst betrekken.

## Externe weblinks
- Electronische facsimile, deel 1
- Electronische facsimile, deel 2